# Ulorin Vex
Ulorin Vex, nombre artístico de Christiane Shillito (Newcastle, 5 de agosto de 1982), es una modelo alternativa y artista británica asentada en los Estados Unidos, entre Los Ángeles (California) y Portland (Oregón). Su extensa lista de créditos incluye docenas de artículos y portadas de revistas y campañas y vallas publicitarias, abarcando todos los géneros, desde moda hasta fetichismo y desnudos artísticos. También es conocida por sus poses dinámicas y exageradas.

## Biografía
Se graduó en la Universidad de Durham. Comenzó su carrera como modelo alternativa poco después, modelando en colecciones para numerosos diseñadores de ropa de látex y apareciendo en el escenario de eventos como Skin Two Rubber Ball. La revista británica Bizarre la presentó en varios de sus números, incluyéndola en la portada de su número 160 (febrero de 2010), describiéndola como "niña de la realeza alternativa". Otras portadas en las que ha aparecido han sido en los números 21 y 30 de American Gothic Beauty (octubre de 2006 y enero de 2010), el número 69 del magacín francés Elegy (junio de 2011) y en la británica Skin Two, en el número 37 extra (mayo de 2013).
Vex comenzó a expandirse hacia un trabajo de modelaje más convencional en 2008, cuando apareció en dos campañas publicitarias globales para TIGI bedhead, incluidas varias portadas de revistas de belleza cabello y vallas publicitarias. Luego pasó a modelar para otras marcas y revistas, apareciendo en artículos de moda en la revista Dazed and Confused (abril de 2008) o en Vice, donde habló en un reportaje realizado por Kimberly Kane sobre el "problema del mundo del espectáculo".
Por esos años comenzó a modelar regularmente como "musa" del peluquero y artista Robert Masciave. Vex llegó a aparecer en varias de sus colecciones fotográficas y en pasarelas, obteniendo sus imágenes numerosas características en revistas especializadas. Otros colaboradores notables incluían al fotógrafo Steve Diet Goedde, con quien comenzó a trabajar en 2007, el artista multidisciplinario y fotógrafo fetichista Aaron Hawks, y la artista pin-up Olivia De Berardinis, quien pintó a Vex para la compañía Sideshow Collectibles y Spirit Drawing: Tales Of The Phantasmagoric Skull. Vex también apareció como oradora invitada en la WonderCon de 2017 en un panel sobre la carrera de Olivia en el arte pinup.
En 2011, un retrato de Vex apareció en la exposición "Beautiful People" de la galería Cabinet des Curieux, en París. El nombre del programa fue un tributo al músico Marilyn Manson y fue descrito como una celebración de los "íconos culturales que están fabricando nuestra realidad contemporánea", también dedicado a personas como Tim Burton, Dita Von Teese, Molly Crabapple y Lydia Lunch.
Vex se unió a la violinista estadounidense Emilie Autumn en su gira de primavera de 2008 como intérprete de escenario y nueva incorporación a The Bloody Crumpets. Regresó junto a Autumn en 2012 para actuar en el videoclip de su canción Fight Like a Girl, apareciendo también, junto a Emilie, en la película de 2016 Alleluia! The Devil's Carnival.
También se ha destacado como artista e ilustradora usando tanto su nombre legal Christiane Shillito como el seudónimo de Malady Charlotina. Su obra de arte apareció junto con una entrevista en el número 176 de Bizarre (junio de 2011), que destacaba la diferencia entre las confiadas "bellezas vixen-esque" de sus ilustraciones y las imágenes de modelado con alguien que en realidad es "de voz suave y tímida en la carne". El entrevistador fue el curador y editor de libros Bob Self, y se incluyó una copia de la revista en su exposición de 2015 titulada "Baby Tattoo: Carnival of Astounding Art" en el Oceanside Museum of Art.
Otro artículo que se centraba en los aspectos del modelaje y las personalidades artísticas de Vex apareció un año después en la revista Beautiful Bizarre, que revelaba que el seudónimo de Malady Charlotina era un juego de palabras de un personaje de The Dancers at the End of Time, una serie de novelas de ciencia ficción. Aunque Vex ha tenido cierto éxito como artista, con una exposición individual en 2015 en The Erotic Heritage Museum de Las Vegas, además de ser parte de varias exposiciones colectivas en galerías como La Luz de Jesus y Skotia Gallery, ambas en Los Ángeles.
En 2018 fue entrevistada por el escritor y director artístico Rantz Hoseley, en un reportaje en la revista Heavy Metal, en su número 291 de septiembre de ese año, el que incluía parte de una nueva galería de trabajos en los que venía trabajando. En el apartado "Fetish Issue" de la revista Suspira, Vex reveló ser autodidacta, afirmando que sus años de modelaje fetichista y de látex influyeron en su arte. También citaba la influencia de artistas como Egon Schiele, Hans Bellmer, Michael Kaluta y en los personajes femeninos de Olivia De Berardinis. En septiembre de 2018 también presentó su obra de arte con una entrevista en Sinical, revista de Danny Stygion, quien previamente había entrevistado a Vex para un artículo de portada como modelo en su edición de otoño de 2013. En esta última entrevista, Vex explicaba que su producción de modelaje se había ralentizado considerablemente debido a ciertas experiencias traumáticas en su vida personal que la dejaron con problemas de ansiedad que afectaron directamente su capacidad para modelar a tiempo completo.